# Kathedrale von Viviers

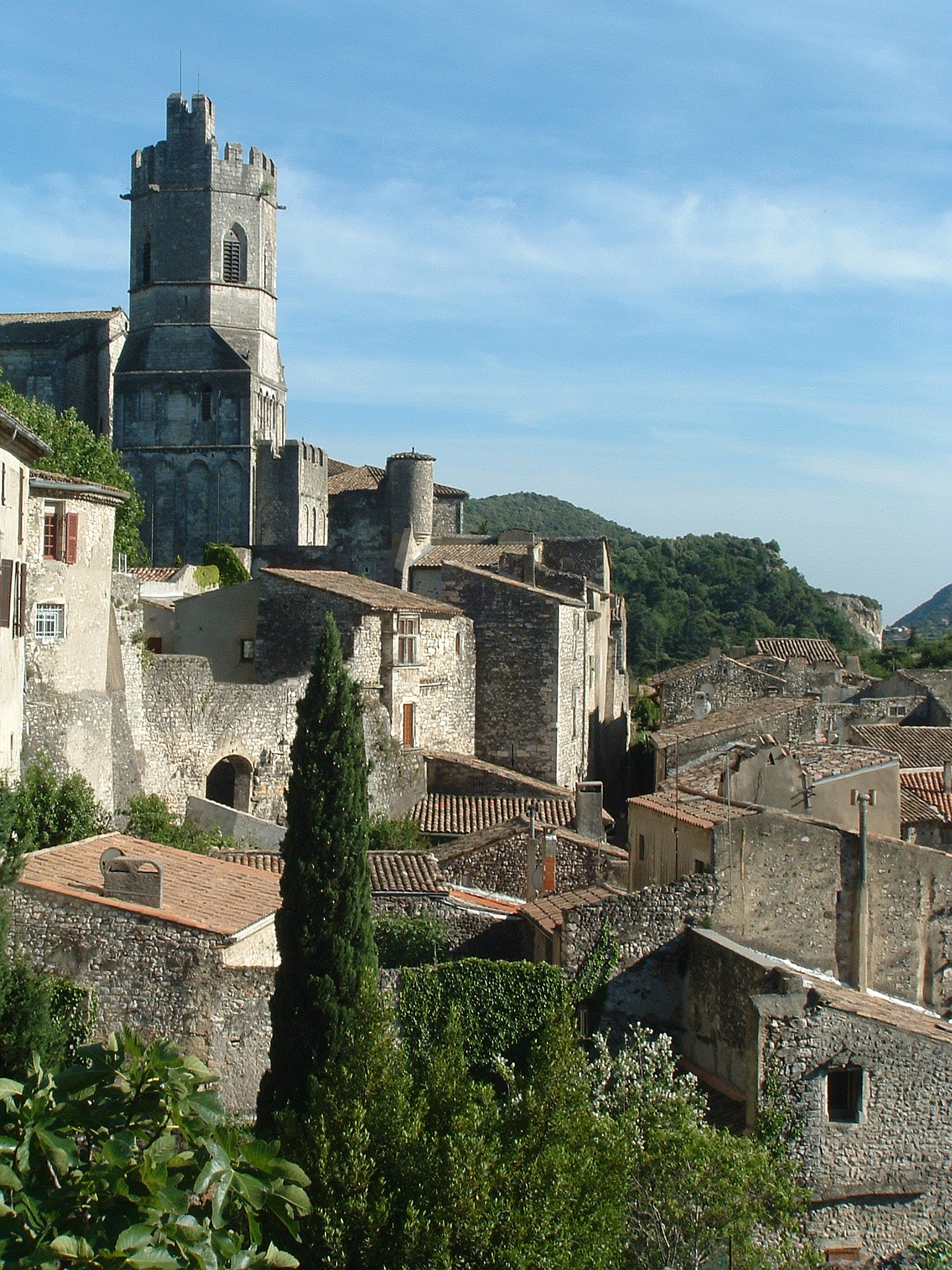
Kathedrale von Viviers

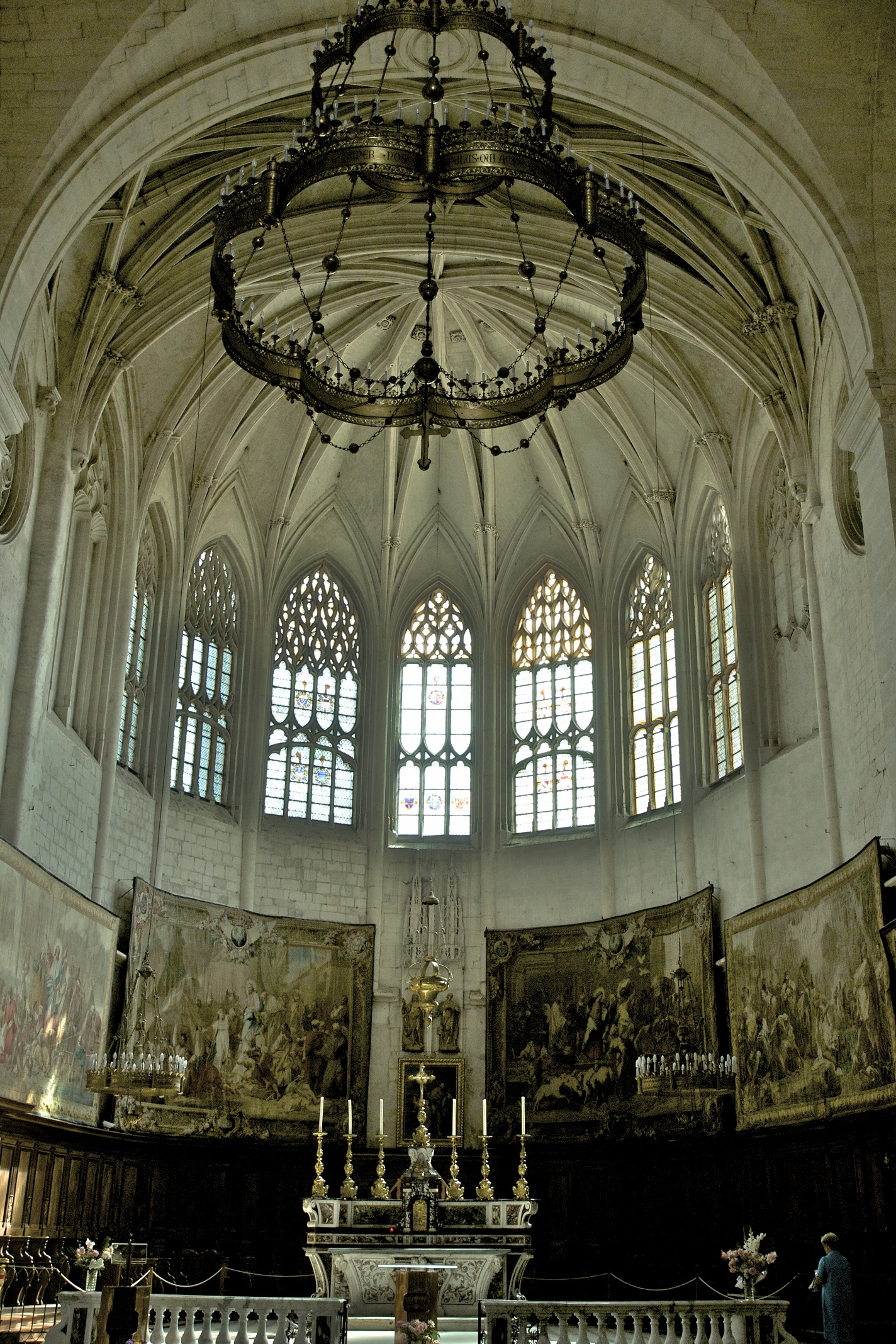
Chor

Die dem heiligen Vinzenz von Valencia geweihte Kathedrale von Viviers ist die Bischofskirche des Bistums Viviers in Frankreich. Das Bauwerk ist seit dem Jahr 1906 als Monument historique anerkannt.

## Lage
Die knapp 3.800 Einwohner zählende Kleinstadt Viviers liegt auf einer Anhöhe im westlichen Rhône-Tal knapp 11 km (Fahrtstrecke) südlich von Montélimar bzw. knapp 14 km südöstlich der Römerstadt Alba im heutigen Département Ardèche in der Region Auvergne-Rhône-Alpes in einer Höhe von ca. 100 m.

## Geschichte
Das bereits im 4. Jahrhundert begründete Bistum von Alba war Ende des 5. oder zu Beginn des 6. Jahrhunderts von dort nach Viviers verlegt worden. Möglicherweise fiel die erste Kathedrale im 8. oder 9. Jahrhundert einem Überfall der Sarazenen zum Opfer und selbst als Bischof Leodegar im Jahr 1096 sein Amt antrat, lag die Kirche in Trümmern. Er unternahm einen Neubau, der im Jahr 1119 von Papst Calixtus II. geweiht wurde. In den Jahren 1516–1521 entstand der spätgotische Chor, doch wenige Jahrzehnte später fielen die Mauern des romanischen Kirchenschiffs einem Angriff der Hugenotten zum Opfer. Dieses wurde im 17./18. Jahrhundert erneuert, doch blieb der mittelalterliche Glockenturm (clocher) als einziger Überrest der romanischen Kirche stehen.

## Architektur
Ältester Bauteil ist der romanische Glockenturm aus dem 12. Jahrhundert, dem allerdings im 14. Jahrhundert ein achteckiges Obergeschoss mit Zinnenkranz aufgesetzt wurde. Von der mittelalterlichen Kirche ist ansonsten so gut wie nichts mehr erhalten. Der etwa 20 m hohe und mit einem Rippengewölbe versehene spätgotische Chorneubau wird außen von Strebewerk gestützt; einige Fenster sind – zur Unterstützung der Stabilität – vermauert. Der spätbarocke bzw. klassizistische Neubau des Kirchenschiffs blieb weitgehend schmucklos.

## Ausstattung
Zur Ausstattung gehören ein Chorgestühl (stalles) im Stil der Renaissance und der barocke Hauptaltar. Zwei Statuen des 17. Jahrhunderts (Muttergottes und Ecce Homo) sind ebenfalls erwähnenswert. Im Chor hängt manchmal eine Bildteppichserie (tapisseries) des 18. Jahrhunderts mit Szenen aus dem Leben Christi. Darüber hinaus verdient das Marmorgrabmal des Bischofs Joseph-Michel-Frédéric Bonnet aus dem Jahr 1928 von Jean Magrou Beachtung.

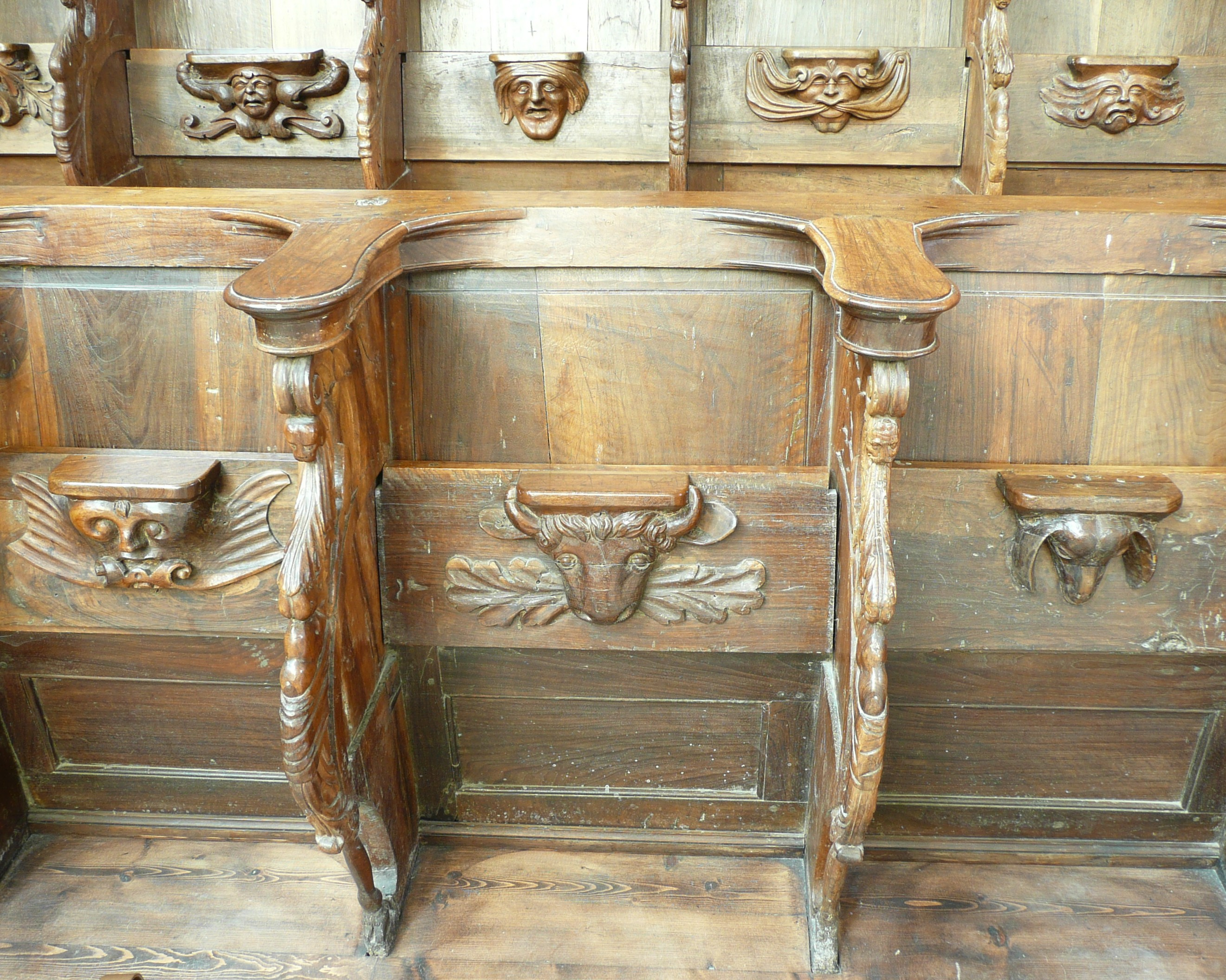
Chorgestühl (Detail)
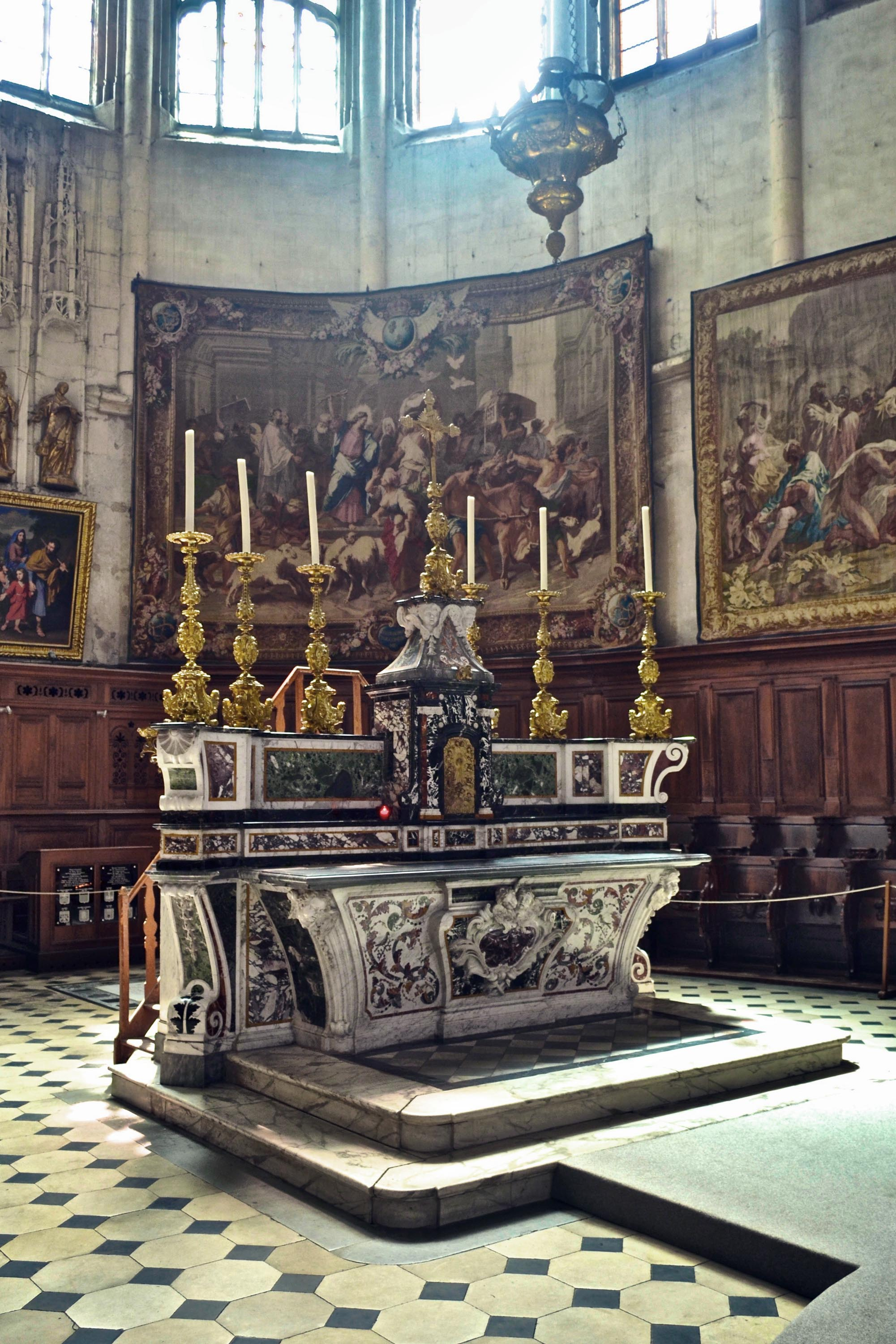
Barocker Hauptaltar
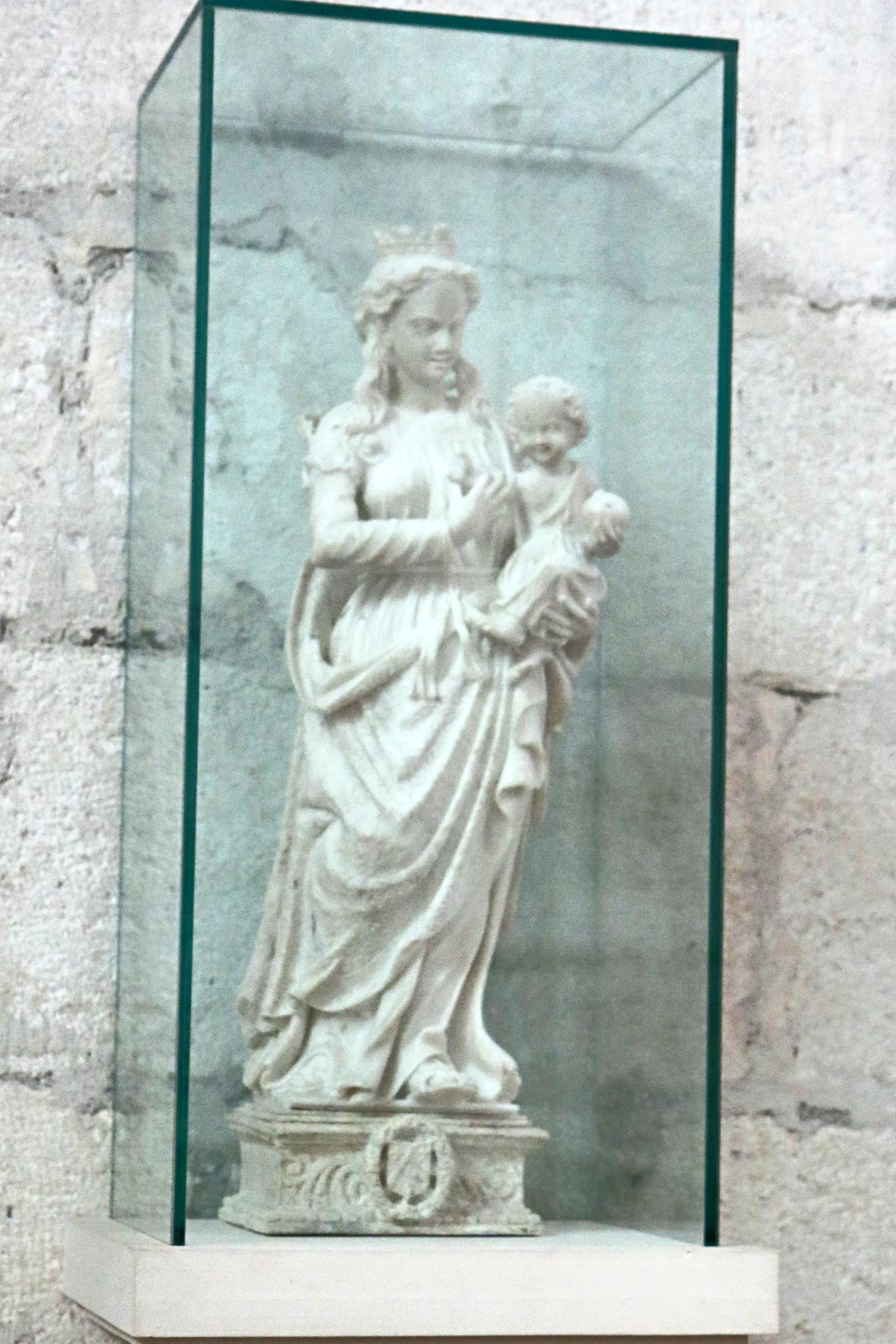
Muttergottesstatue
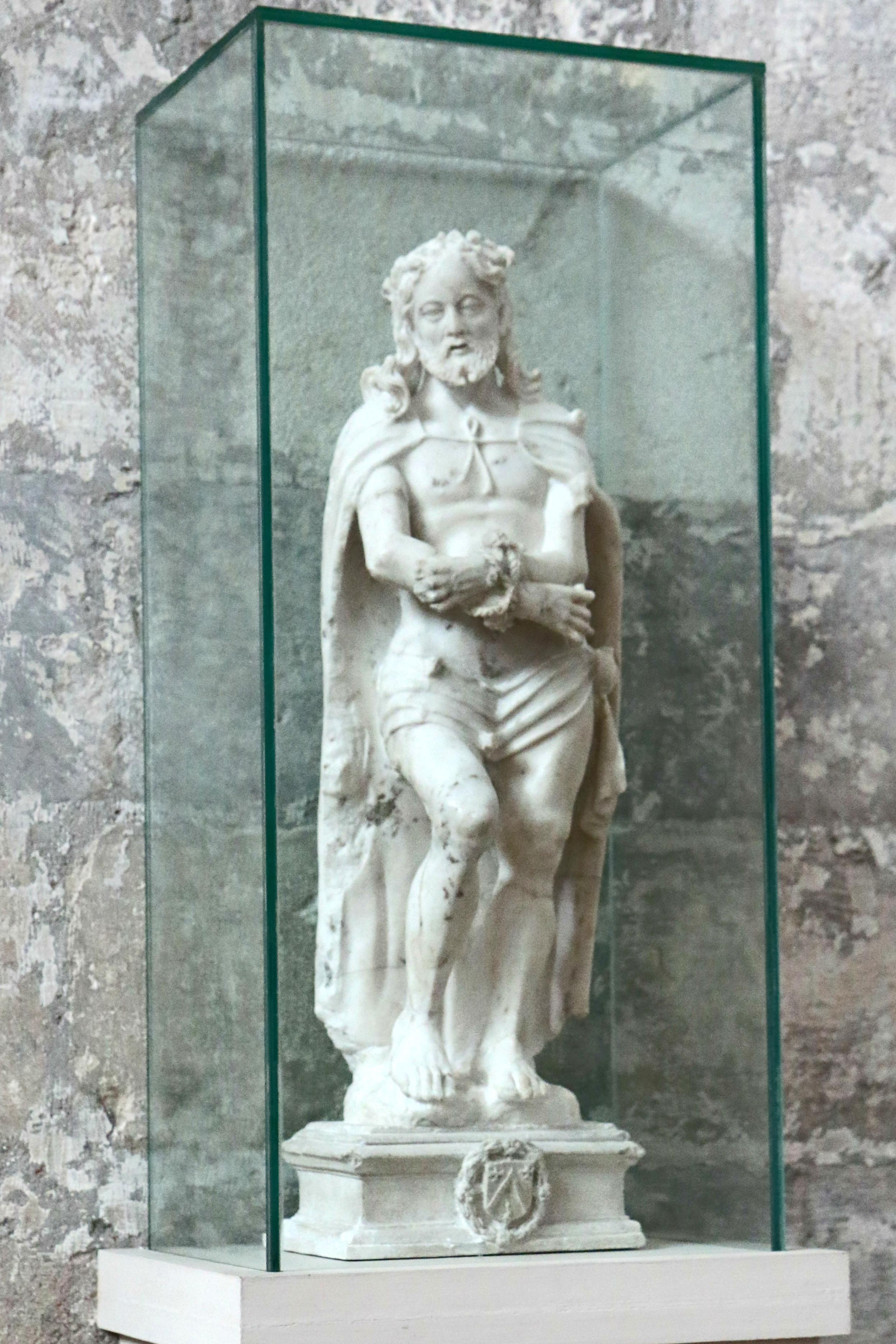
Ecce Homo
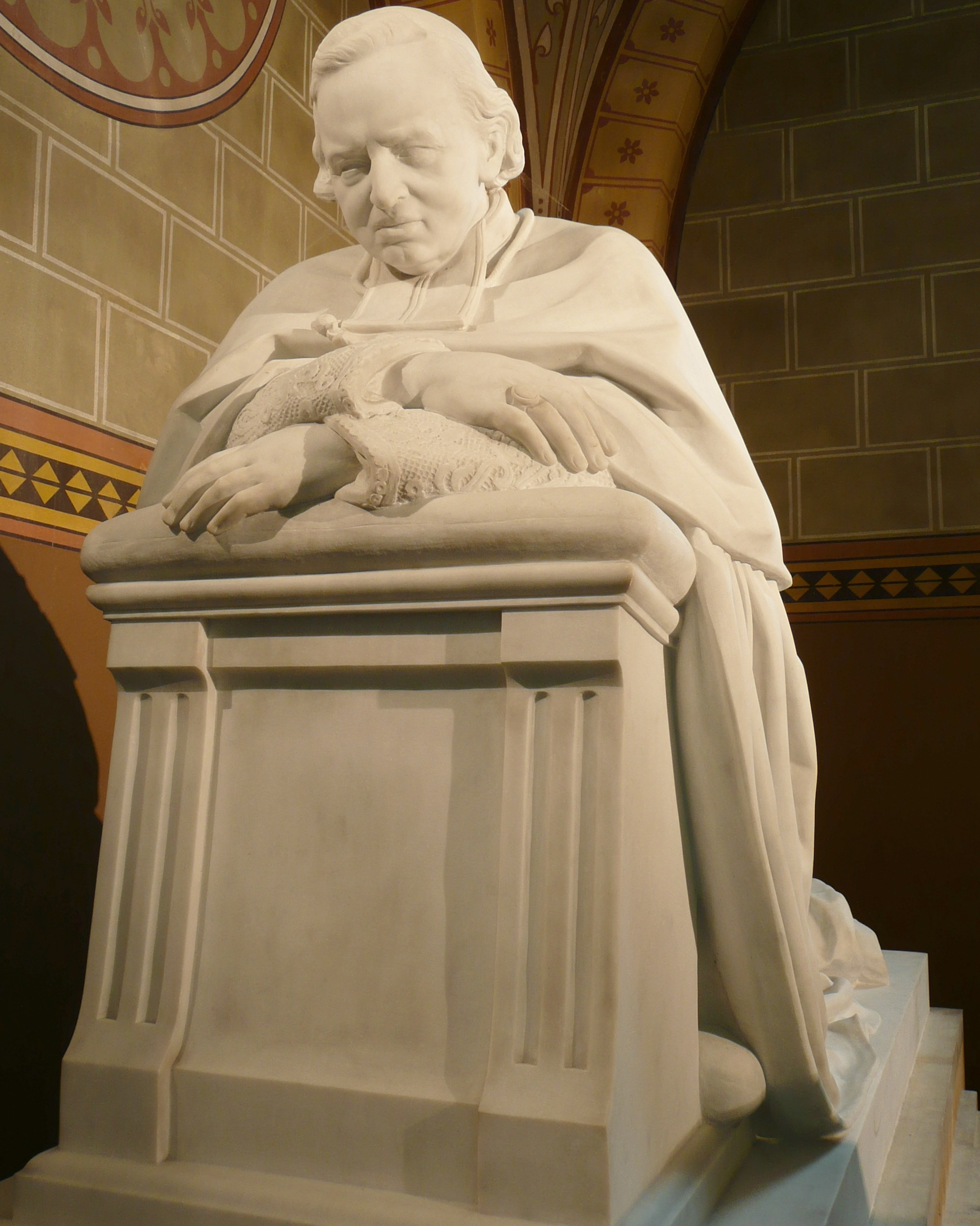
Marmorgrabmal